# Pierre Nora
Pierre Nora (17. listopadu 1931, Paříž – 2. června 2025 Paříž) byl francouzský historik a nakladatel.

## Životopis
Narodil se do bohaté velkoměšťanské rodiny asimilovaných Židů. Za německé okupace se musel schovávat, aby unikl deportaci. Po studiu historie a dvouleté činnosti jako učitel historie na gymnáziu v Oranu se během Alžírské války vrátil do Paříže a byl deset let docentem na Sciences Po, dokud nebyl povolán jako profesor historie na École des hautes études en sciences sociales, elitní univerzitu pro sociální vědy, která byla založena Lucienem Febvrem a která byla spojena se Školou Annales.

## Dílo
Vypracoval projekt lieux de mémoire, v kterém chtěl zachránit zbytky ztrácející se francouzské republikánské kultury. V stejném poměru, jakým mizí tradiční paměť, se cítíme nuceni sbírat dokumenty, které jednoho dne budou důkazy před tribunálem historie. Žádná jiná epocha neprodukovala záměrně tolik archívů jako ta naše a to nejen díky technickým možnostem. Zatím je ale nemožné odhadnout, na co budeme později muset vzpomínat. To později historickou paměť doloží. Nejen ty, které oficiální historie zatlačila do ústraní trápí znovunabytí své oficiální historie. Nová forma historie by měla být vnímavá k symboličnosti a představivosti. Pierre Nora se zasazoval o historii, která by byla schopná obsáhnout ambice globální historie.

## Spisy
- Nora, Pierre: Les Lieux de mémoire (Gallimard), 1984. angl. Realms of Memory, Columbia University Press, 1996–1998. něm. Zwischen Geschichte und Gedächtnis, 1990.

## Ocenění
- 1993 – Grand prix Gobert za Lieux de mémoire